# بات هاينز
بات هاينز (بالإنجليزية: Pat Hynes)‏ هو لاعب كرة قاعدة أمريكي، ولد في 12 مارس 1884 في سانت لويس في الولايات المتحدة، وتوفي بنفس المكان في 12 مارس 1907.